# Descendance
Pour l’article homonyme, voir Descendance (jeu).
La descendance est constituée par les nouveaux individus issus de la reproduction d'êtres humains. La progéniture, plus générale, implique les individus produits par n'importe quelle espèce vivante, reproduction sexuée ou asexuée.